# Aidon
Aidon (en francès Édon) és un municipi francès situat al departament del Charente i a la regió de la Nova Aquitània. L'any 2007 tenia 246 habitants.

## Demografia

### Població
El 2007 la població de fet d'Édon era de 246 persones. Hi havia 111 famílies de les quals 33 eren unipersonals (21 homes vivint sols i 12 dones vivint soles), 49 parelles sense fills i 29 parelles amb fills.
La població ha evolucionat segons el següent gràfic:
Habitants censats

### Habitatges

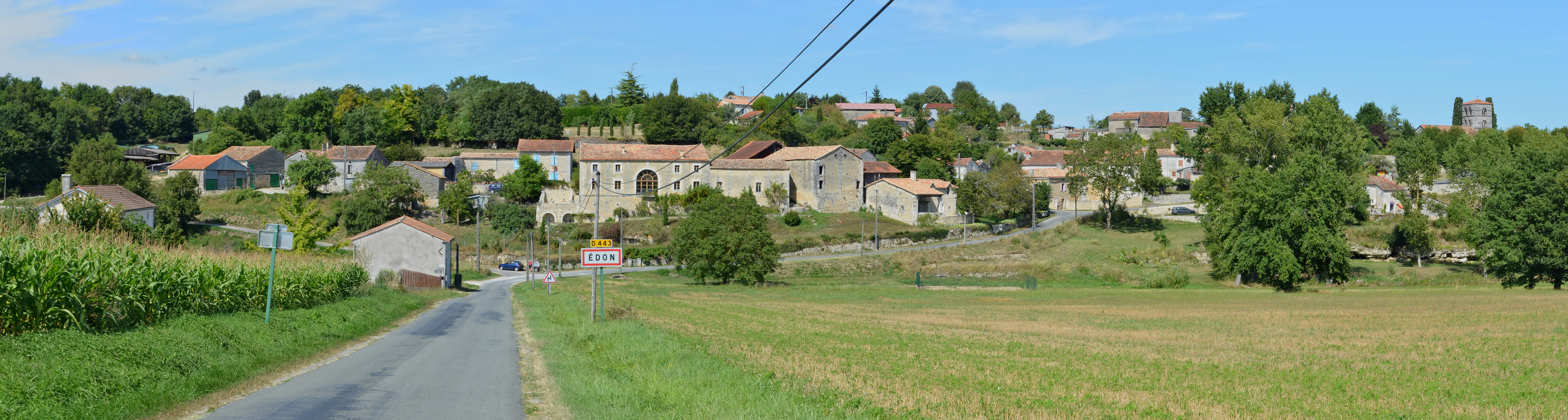

El 2007 hi havia 168 habitatges, 111 eren l'habitatge principal de la família, 42 eren segones residències i 14 estaven desocupats. Tots els 165 habitatges eren cases. Dels 111 habitatges principals, 97 estaven ocupats pels seus propietaris, 11 estaven llogats i ocupats pels llogaters i 3 estaven cedits a títol gratuït; 1 tenia una cambra, 3 en tenien dues, 19 en tenien tres, 25 en tenien quatre i 64 en tenien cinc o més. 92 habitatges disposaven pel capbaix d'una plaça de pàrquing. A 54 habitatges hi havia un automòbil i a 48 n'hi havia dos o més.

### Piràmide de població
La piràmide de població per edats i sexe el 2009 era:
| Homes | Edats   | Dones |
| ----- | ------- | ----- |
| 0     | 95 o +  | 0     |
| 0     | 90 a 94 | 0     |
| 0     | 85 a 89 | 4     |
| 0     | 80 a 84 | 0     |
| 4     | 75 a 79 | 12    |
| 12    | 70 a 74 | 8     |
| 8     | 65 a 69 | 8     |
| 8     | 60 a 64 | 20    |
| 16    | 55 a 59 | 8     |
| 4     | 50 a 54 | 4     |
| 16    | 45 a 49 | 12    |
| 8     | 40 a 44 | 4     |
| 4     | 35 a 39 | 4     |
| 12    | 30 a 34 | 4     |
| 4     | 25 a 29 | 12    |
| 0     | 20 a 24 | 0     |
| 12    | 15 a 19 | 16    |
| 0     | 10 a 14 | 4     |
| 0     | 5 a 9   | 0     |
| 4     | 0 a 4   | 4     |

## Economia
El 2007 la població en edat de treballar era de 153 persones, 108 eren actives i 45 eren inactives. De les 108 persones actives 97 estaven ocupades (56 homes i 41 dones) i 11 estaven aturades (6 homes i 5 dones). De les 45 persones inactives 18 estaven jubilades, 7 estaven estudiant i 20 estaven classificades com a «altres inactius».

### Ingressos
El 2009 a Édon hi havia 116 unitats fiscals que integraven 244 persones, la mediana anual d'ingressos fiscals per persona era de 15.550 €.

### Activitats econòmiques
Dels 15 establiments que hi havia el 2007, 1 era d'una empresa de fabricació d'altres productes industrials, 2 d'empreses de construcció, 5 d'empreses de comerç i reparació d'automòbils, 1 d'una empresa de transport, 1 d'una empresa d'hostatgeria i restauració, 1 d'una empresa d'informació i comunicació, 1 d'una empresa immobiliària i 3 d'empreses de serveis.
Dels 3 establiments de servei als particulars que hi havia el 2009, 1 era un taller de reparació d'automòbils i de material agrícola, 1 guixaire pintor i 1 fusteria.
L'únic establiment comercial que hi havia el 2009 era una botiga de mobles.
L'any 2000 a Édon hi havia 15 explotacions agrícoles que ocupaven un total de 832 hectàrees.

## Poblacions més properes
El següent diagrama mostra les poblacions més properes.